# 陈丰收
陈丰收（1977年10月—），男性，1996年参加工作，1999年6月加入中国共产党，大学学历，中华人民共和国政治人物。

## 生平
陈丰收1996年毕业后被分配到永州市零陵区菱角塘镇政府工作，于2016年出任中共菱角塘镇党委书记。因在脱贫攻坚战中作出突出贡献，2021年2月25日全国脱贫攻坚总结表彰大会上，陈丰收被授予“全国脱贫攻坚先进个人”。2022年，转任中共永州市农科园管委会党工委书记。